# Остров сокровищ (фильм, 1990)
«Остров сокровищ» (англ. Treasure Island) — американо-британский телевизионный художественный фильм, поставленный режиссёром Фрейзером Кларком Хестоном по одноимённому роману Роберта Льюиса Стивенсона.

## Сюжет
Совершенно случайно в руки смелого Джима Хокинса попадает старинная морская карта, которая оказывается картой самого легендарного капитана Флинта. На ней указаны координаты острова в Атлантическом океане, где спрятаны сокровища знаменитого пирата.
Вместе с бесстрашными друзьями, доктором Ливси, капитаном Смоллеттом и сквайром Трелони, на шхуне «Испаньола» Джим отправляется в опасное плавание к далекому острову. Но случилось так, что на этом же судне в плавание отправились и пираты — бывшие члены команды капитана Флинта. Во главе шайки стоит Джон Сильвер — коварный и кровожадный пират, который прикинулся скромным корабельным коком.

## В ролях
| Актёр            | Роль                                |
| ---------------- | ----------------------------------- |
| Кристиан Бейл    | Джим Хокинс                         |
| Чарлтон Хестон   | Джон Сильвер                        |
| Оливер Рид       | капитан Билли Бонс                  |
| Кристофер Ли     | слепой Пью                          |
| Ричард Джонсон   | сквайр Джон Трелони                 |
| Джулиан Гловер   | доктор Дэвид Ливси                  |
| Айла Блэр        | миссис Хокинс                       |
| Клив Вуд         | капитан Александр Смоллетт          |
| Николас Амер     | Бен Ганн                            |
| Джон Эбботт      | Ричард Джойс, слуга Сквайра Трелони |
| Джеймс Космо     | Том Редрут, слуга Сквайра Трелони   |
| Джеймс Койл      | Том Морган                          |
| Майкл Халсли     | Израэль Хэндс                       |
| Майкл Тома       | Джон Хантер, слуга Сквайра Трелони  |
| Пит Постлетуэйт  | Джордж Мерри                        |
| Роберт Патт      | Джоб Эндерсон                       |
| Джон Бенфилд     | Чёрный Пёс                          |
| Ричард Бил       | мистер Эрроу                        |
| Бретт Фэнси      | юный Том                            |
| Стивен Маккинтош | Дик                                 |

## Производство
В качестве шхуны «Испаньола» в фильме использовалась копия исторического трёхмачтового шлюпа «Баунти» (1787), специально построенная для фильма 1962 года «Мятеж на „Баунти“».